# Gesonia inscitia
Gesonia inscitia är en fjärilsart som beskrevs av Swinhoe 1885. Gesonia inscitia ingår i släktet Gesonia och familjen nattflyn. Inga underarter finns listade i Catalogue of Life.